# М-91 Вихор
Нови тенк ВИХОР је југословенски тенк настао на основу тенка M-84. Војнотехнички институт Ков-а је био носилац развоја тенка будућности Вихор, али је распадом СФРЈ прекинута реализација пројекта. Руководилац пројекта је проф. др Милорад Драгојевић.

## Нови тенк ВИХОР
У време када се доносила одлука о покретању развоја новог тенка ВИХОР констатовано је да је у протеклих тридесет година у земљи успешно реализован програм развоја и производње лаких гусеничних борбених возила (оклопних транспортера и борбених возила пешадије). На тенковском програму се радило кроз модификације постојећих тенкова, израду пројеката, прототипова, али су све те активности обустављене у почетној фази развоја. Средином седамдесетих година кроз више полазних докумената и кроз тактичку студију о "Савременом тенку наредне генерације” разматрана су питања око опремања оружаних снага савременим тенковима. На основу тих докумената и анализа о могућностима набавке, развоја и производње у земљи донета је одлука да се купи лиценца за производњу тенка Т72 у земљи. Том одлуком (са правом производње 1000 тенкова), ангажовањем великих материјалних средстава за производњу, наша земља се дугорочно определила за овај програм. Једна од основних претпоставки успешног рада и опстанка овог програма је производња увек савремених тенкова, како за потребе ЈНА, тако и за извоз. Полазећи од тога да ће временом неки недостаци овог тенка бити далеко више изражени, као и да развој тенкова у свету релативно дуго траје, донета је одлука да се благовремено отпочне са радом на развоју новог тенка.
Бројни проблеми и тешкоће око увођења тенковског програма и постигнути резултати у освајању и развоју тенка М-84А, недвосмислено указују на то да су у целини постигнути чак спектакуларни резултати. Међутим, у тако згуснутим пословима није се могло радити и на истраживањима и развоју новог тенка. Али је то време било неопходно да стручњаци упознају и изуче то савремено средство, како би се оспособили за сложене и високо стручне послове на истраживањима и развоју новог тенка.
 

### Концепције
У оквиру студија о тенковима у Институту, било је речи о неким најбитнијим питањима из досадашњег развоја тенкова, о томе да концепција представља посебну стручну дисциплину на којој се интензивно ради и од које се очекује да омогући даљи напредак у развоју савремених тенкова. У време када се расправљало о концепцији новог тенка, као ни данас, нису постојале посебне публикације о тим питањима, али се на одређен начин указивало на то да се ради о сложеној проблематици, која се не може на погодан начин приказати. У литератури о тенковима веома су детаљно обрађена питања везана за динамику возила и проблеме кретања, нешто мање за подручје заокрета и знатно мање за конструкцију. О средству као целини говори се веома мало, и то указивањем на опште проблеме и међусобну зависност, као на проблем компоновања возила.
Основне тешкоће при приказивању проблематике концепције возила су у томе што концепција обухвата више подручја у области возила, а ствара се у току одређеног процеса (поступно), у оквирима који су дефинисани и зависе од више других услова. При томе се не обухватају подручја која су основа за истраживање и развој свих подсистема, уређаја и опреме возила, јер се сматра да су та питања позната. О тим питањима у оквиру концепције возила говори се путем излазних карактеристика ради сагледавања могућности стварања концепције возила као целине. Стога се о концепцији возила може говорити приказивањем, упоређивањем и анализирањем одговарајућих величина постигнутих у досадашњем развоју и ограничењима у развоју подсистема возила. Односно, не може се говорити о одређеној концепцији, нити предвиђати каква она треба да буде у будућности ако се не познају сви ти проблеми, а посебно ограничавајући фактори у развоју подсистема, уређаја и опреме. При томе се наглашава да одређени елементи концепције чине филозофију о градњи возила, тако да носиоци концепције, у неким случајевима, у све то уносе своје субјективно виђење, дајући тако средству лично обележје.
У свему томе дато је детаљно образложење у приложеној литератури.     

### O пројекту новог тенка
На седници ГВТС-а јануара 1984. године усвојена је тактичка студија и донета је одлука да Војнотехнички институт буде носилац развоја новог домаћег тенка. Одређене тешкоће у изради претходне анализе (усвојене на ГВТС-у новембра 1985) и програма реализације (усвојеног крајем 1987), биле су, као што је наведено, у великом ангажовању Института на Пројекту КАПЕЛА, недостатку стручног кадра, ангажовању на развоју тенка М-84А и у недостатку података о могућности коришћења неких критичних технологија и подсистема из увоза. Међутим, на истраживањима и развоју новог тенка радило се паралелно са радом на претходним задацима. Задатак је стручно водио Радни тим Института у коме су били скоро исти стручњаци као и за Пројект КАПЕЛА. 

### Идејно решење тенка
Полазећи од познатих проблема у развоју тенкова, постигнутог техничког нивоа и даљих тенденција у развоју ових средстава, као и анализе постојећег тенка као целине, дошло се до основних елемената који одређују концепцију тенка. Сматрало се да се: ватреној моћи, покретљивости и оклопној заштити мора дати приближно исти приоритет, да укупна маса буде полазни услов при дефинисању подсистема, да ниво техничких решења подсистема буде у функцији основних борбених карактеристика тенка, да се у свим случајевима где је то могуће користе савремени подсистеми постојећег тенка, али да се развојем новог тенка ослободимо обавеза из уговора о лиценци и да због тога треба развијати нова и савременија решења. 
Основу за развој новог тенка чине, с једне стране, неки савремени подсистеми тенка Т72 и значајне модификације и побољшања које смо у фази освајања обавили и, с друге стране, новоразвијени подсистеми за овај тенк. Концептом новог тенка предвиђа се да, у погледу основних особина, као и у погледу масе и силуете, 1995. године (када се предвиђа почетак серијске производње) буде на нивоу савремених тенкова из тог периода.   

#### Наоружање
Усвојен је исти концепт топа калибра 125 mm као и на постојећем тенку. Предвиђене су следеће модификације и побољшања: измене спољне контуре на предњем и задњем делу цеви, ради коришћења референтног система СУВ-а, промена начина одбрављивања цеви од задњака тако да се знатно смањи време за замену оруђа у пољским условима, конструкционо ново решење термоизолационе облоге и прецизнијом израдом унутрашњости цеви (смањењем зазора између пројектила и цеви) повећање почетне брзине и прецизност. У оквиру посебних истраживања разматрана је сврсисходност примене тврдог хромирања (да би се смањио интензитет хабања).
Контролно-управљачки део уређаја за аутоматско пуњење оруђа већ је застарео. Да би се то отклонило, повећала поузданост и скратио циклус пуњења, предвиђена су нова техничко-технолошка решења: савремен рачунар, статички контактори, индуктивни давачи, безколекторски електромотори итд. Како се ради о значајном броју нових компонената (које треба освајати и увозити) предвиђено је да се само на једном прототипу тенка примени ово решење, а да се након те фазе донесе коначна одлука да ли ићи на ово или задржати постојеће решење. Предвиђена су 24 бацача димних кутија, груписана у шест група од по четири бацача. Поред димних кутија бацачи се могу користити и за ИЦ мамце, светлеће и противпешадијске мине.
При изради конструкционог решења одливка куполе користиће се технолошка решења из побољшане оклопне заштите тенка М-84А (уливање језгра од неметала на предњем чеоном делу куполе). Задњи део куполе је проширен да би се омогућио смештај опреме (радио-уређаја, противпожарне опреме итд.), а горњи предњи део је прилагођен подсклоповима новог СУВ-а, тако да се може говорити о потпуно новом решењу одливка куполе. 

#### Систем за управљање ватром (СУВ)
На постојећем тенку М-84А користи се савремен СУВ, који се у овом тренутку налази на техничком нивоу постојећих савремених решења у свету. Полазећи од искуства у развоју овог система у земљи, савремених тенденција у свету, искустава у примени ових система у локалним сукобима, дошло се до закључка да треба извршити одређене измене у концепцији тог СУВ-а. Предвиђено је да се одвоји дневна од ноћне нишанске справе, тако да се добије мањи појединачни отвор сваке справе од варијанте интегрисане дневно-ноћне нишанске справе. На тај начин при оштећењу једне справе, посада се може користити другом справом.
Такав концепт омогућује да се на погоднији начин реши питање ноћне справе, односно, касније, у било којој фази у серијској производњи, омогући алтернативно коришћење пасивне ноћне или термовизијске справе. Јер, пасивну ноћну справу можемо развити без посебних тешкоћа, али пасивна техника има одређених недостатака у односу на термовизију. С друге стране термовизија је веома скупа, па се може, касније, поставити питање оправданости коришћења на свим тенковима. И коначно, реализација термовизије за ова средства ратне технике, одвија се са одређеним тешкоћама. Постоје реални изгледи да се са једном страном фирмом склопи уговор за реализацију термовизијске справе.
Концептом новог СУВ-а предвиђено је следеће: дневна, ноћна пасивна и термовизијска справа, увођење командира у систем, савремено решење жироскопа, референтни систем за регистрацију кривљења цеви, осавремењавања уређаја за покретање оруђа, као и коришћење постојећих и модификованих делова (модификовани рачунар, појачавачка кутија, сензори итд.). 

#### Мотор и преносници снаге
Мотор и преносници снаге представљају ограничавајући фактор даљег развоја савремених тенкова у погледу обезбеђења неопходне специфичне снаге. У свету не постоји мотор погодних карактеристика који би одговарао концепту нашег тенка. Како сарадња са Француском није резултовала коначним решењем мотора, а с обзиром на то да је у међувремену успешно завршен развој мотора веће снаге и да су нека накнадна испитивања показала да постоји извесна могућност за даље повећање снаге, предвиђено је да тај мотор буде основа за нови тенк. Полазећи од услова да укупна маса тенка не сме бити већа од 44 т, да је за савремену покретљивост неопходна специфична снага 20 кW/т (27,2 КС/т) неопходна је снага мотора 880 кW (1200 КС). Истраживања ће бити усмерена да се што више приближимо горњој граници снаге.
На основу комплексног сагледавања проблема трансмисије усвојен је концепт трансмисије сличан оном на постојећем тенку, у једној новој верзији, за снагу мотора од 1.000 кW, која омогућује: пет степени преноса за кретање напред (и једним назад), промену степена преноса без прекида тока снаге, прогресиван полупречник заокрета и повољније карактеристике кочења.   

Полазећи од савремених тенденција, обављених истраживања у нас и искуства у освајању и експлоатацији тенка М-84А усвојен је нови ходни уређај који се по свим елементима разликује од постојећег. Омогућује знатно повољније динамичке карактеристике и за 430 kg има мању масу од постојећег уређаја.

#### Уређаји
Као резултат битних измена на неким подсистемима тенка (мотора и уређаја, трансмисије, ходног уређаја и опреме) и захтева за вишим нивоом оклопне заштите, предвиђено је потпуно ново оклопно тело тенка. 
За основни тенк планиран је нови радио-уређај ВХФ са фреквенцијским скакањем, који се налази у фази развоја. Овај уређај омогућује пренос са фреквенцијским скакањем (са 100 скокова у секунди), са дигитализацијом и крипто-заштићеним говором и подацима. 
У подсистему за заштиту од оружја за масовно уништење предвиђена су битнија побољшања постојећих компонената: радиолошко-хемијског детектора са јонизационом комором, побољшане облоге за заштиту од последица нуклеарног дејства, групни прибор за деконтаминацију и заштита од блеска нуклеарне експлозије.
Поред постојећег противпожарног уређаја предвиђен је потпуно нови противпожарни уређај, који штити од експлозије горива и уљних пара изазваних дејством кумулативног млаза пројектила и запаљивим пројектилима. Уређај је развијен у оквиру посебног задатка и налази се у завршној фази прототипског развоја.
Ради прилагођавања измењеној концепцији тенка, осавремењавања неких решења применом савремених компонената и модификације конструкционих решења, предвиђено је више измена на специјалним уређајима, посебној опреми и инсталацијама тенка.

Концептом новог тенка ВИХОР предвиђено је да се специфичном снагом од 20 кW/т (27,2 КС/т), масом од 44 т и веома добром силуетом значајно повећа:
- ватрена моћ: применом савремене муниције, новог СУВ-а и савремених решења подсистема наоружања,
- покретљивост: савременим мотором (одговарајуће снаге), уређајима, преносницима снаге и ходним уређајима, и
- заштита: применом савременог материјала за оклоп и одговарајућим конструкционим решењима, савременим решењима НХ и ППУ уређаја.

### Реализација прототипа Новог тенка ВИХОР
Реализација прототипа, и поред чињенице да се радило о најсложенијем развојном задатку, разликовала се од свега онога што је до тада пратило такве задатке код нас. Најпре, до детаља су простудирана конструкциона и технолошка решења подсистема, располагало се искусним кадром тако да је искључена она неизвесност која из тога произилази, у серијској производњи налазио се савремен тенк, а затим није било у реализацији таквих временских ограничења која су, најчешће, била највећа препрека креативном раду. Међутим, то није значило да у току реализације неће бити великих проблема и тешкоћа. Посебно је погодно било то што су за нека конструкциона и технолошка решења, која су из више разлога могла да доведу у питање зацртани концепт тенка или предвиђене термине реализације, предвиђена алтернативна решења. 
Функционални модели свих подсистема и опреме, који су чинили возило без куполе, били су готови по плану, тако да су, након коначног дефинисања монтажних цртежа, могла да почну и функционална испитивања возила. После обављених испитивања у вожњи од неколико хиљада километара констатовано је да се без већих измена може наставити са реализацијом прототипа ВИХОР. О значајнијим подсистемима, који су том приликом проверени наводи се још и следеће.
У реализацији ходног уређаја није било посебних тешкоћа осим што су морали да се ураде нови алати за израду измењених основних делова ходног уређаја. На основу постојеће трансмисије развијена је нова са пет степени преноса знатно повољнијих карактеристика, која је била предмет докторске дисертације њеном аутору. 
Функционални модел СУВ-а урађен је у свему као што је предвиђено идејним пројектом. С обзиром на то да је реализација текла у неколико република, да није било потребних алата и да су развијана и нека нова конструкциона и технолошка решења, све то, наравно, није ишло без значајних проблема.
Свакако да је најзначајнији појединачни резултат на подсистемима остварен развојем мотора снаге од 880 кW (1200 КС), како у моторској проблематици, тако и у доприносу развоја новог тенка. Као резултат свих тих бројних активности добијен је мотор таквих карактеристика који ће у погледу односа укупних маса, габарита и снаге годинама остати недостижан уколико не дође до неких нових техничко-технолошких решења. Све оно што је постигнуто да се инсталације, уређаји и опрема мотора, сместе практично у исти простор, представља, такође, својеврстан подвиг.
Више месеци пре коначног распада земље сви подсистеми тенка били су спремни за монтажу прототипа. Инсистирање код оних који су непосредно били ангажовани на тој фази реализације пројекта, да се убрза завршна обрада оклопног тела или да се такво какво је пребаци у Институт, није дало било какве резултате. Међутим, предузете су мере да се подсистеми не достављају финалисти, тако да је код њега остало само оклопно тело и у Словенији одливак куполе. 
И поред тога што ВИХОР није монтиран и нису обављена одговарајућа испитивања и провере, може се сасвим сигурно рећи да није постојао ниједан елеменат који би, касније, могао да доведе у питање зацртани концепт тога тенка. Он се тада (а вероватно и данас) налазио далеко испред постојећих савремених тенкова.
Када се има у виду да су на развоју и освајању тенка М-84А у Југославији били ангажовани готово сви расположиви производни и стручни потенцијали, није се ни могло очекивати да се у „Ђури Ђаковићу“, на основу наше документације, развије тенк Вихор. При томе би требало имати у виду чињеницу да је осим монтаже претходног тенка та република била мало ангажована у његовој реализацији. Докле се дошло у том њиховом прототипу, најбоље илуструју речи њиховог министра одбране, изговорене приликом обуставе програма, да и поред ангажовања огромних финансијских и материјалних средстава, прототип тенка није ни "проходао". Ипак тенк Вихор је допринео даљем развоју тенка М84, кроз хрватски пројекат М-95 Дегман, и српске пројекте М84АБ1 и М84АС. Да је пројекат Вихор био реализован у потпуности, сигурно би се добио један врло модеран и конкурентан тенк, који би засигурно оставио траг на светском тржишту тенкова.    <ref>{{cite web | 